# Vincent Marquis
Vincent Marquis (* 15. April 1984 in Québec) ist ein kanadischer Freestyle-Skier. Er ist auf die Buckelpisten-Disziplinen Moguls und Dual Moguls spezialisiert. Sein jüngerer Bruder Philippe Marquis betreibt dieselbe Sportart.

## Biografie
Marquis hatte am 10. Januar 2004 sein Debüt im Freestyle-Weltcup, wobei er in Mont-Tremblant im Moguls-Wettbewerb den 6. Platz belegte und sogleich die ersten Weltcuppunkte gewann. Diesen Erfolg konnte er zunächst nicht bestätigen: Im Winter 2004/05 war ein 13. Platz sein bestes Ergebnis, im Winter 2005/06 gar nur ein 42. Platz. Danach fand er wieder den Anschluss an die Weltspitze. Am 13. Januar 2007 wurde er im Dual-Moguls-Wettbewerb von Deer Valley Zweiter, was mit der ersten Podestplatzierung gleichbedeutend war.
Am 2. Februar 2008 gelang Marquis in Deer Valley der erste Weltcupsieg. Drei weitere Podestplätze ergaben am Ende der Saison schließlich den 3. Platz in der Disziplinenwertung. Ähnlich erfolgreich war Marquis in der darauf folgenden Saison 2008/09. Nach einem Sieg am 24. Januar 2009 am Mont Gabriel folgten insgesamt fünf Top-10-Ergebnisse, was in der Disziplinenwertung wiederum den 3. Platz ergab. Bei der Weltmeisterschaft 2009 in Inawashiro gewann er die Moguls-Bronzemedaille, während er im Dual-Moguls-Wettbewerb Vierter wurde.
Mit einem 2. Platz konnte sich Marquis für die Olympischen Winterspiele 2010 qualifizieren. Beim olympischen Wettbewerb in Cypress Mountain verpasste er als Vierter knapp eine Medaille.

## Erfolge

### Olympische Spiele
- Vancouver 2010: 4. Moguls

### Weltmeisterschaften
- Inawashiro 2009: 3. Moguls, 4. Dual Moguls

### Weltcup
Marquis errang bis jetzt 8 Podestplätze, davon 2 Siege:
| Datum           | Ort          | Land   | Disziplin |
| --------------- | ------------ | ------ | --------- |
| 2. Februar 2008 | Deer Valley  | USA    | Moguls    |
| 24. Januar 2009 | Mont Gabriel | Kanada | Moguls    |

### Weitere Erfolge
- 3 Podestplätze im Nor-Am Cup